# ByAnaMilán
ByAnaMilán és una sèrie web de comèdia per a la plataforma digital Atresplayer Premium (Atresmedia); creada i protagonitzada per l'actriu espanyola Ana Milán i dirigida per Rómulo Aguillaume. La ficció es va estrenar en la plataforma el 8 de novembre del 2020. L'11 de desembre de 2020 es va anunciar que la sèrie havia estat renovada per una segona temporada, que s'estrenarà el 5 de setembre de 2021.

## Sinopsi
En aquesta història, que barreja realitat i ficció, una Ana Milán que està en el seu millor moment, a punt de casar-se amb l'amor de la seva vida i rodar una pel·lícula com a protagonista, es veu sorpresa per un inesperat gir que la deixa sense noces, sense peli i sense rumb. Secundant-se en els seus amics més fidels, el seu caràcter i la gràcia natural que l'acompanya, Ana lluitarà per sobreviure com només ella podria fer-ho.

## Repartiment

### 1a temporada

#### Repartiment principal
- Ana Milán - Ana Milán
- Pilar Bergés - Rebeca María López
- Jorge Usón - Rafa
- Marcelo Coverti - Adolfo Sosa (Episodi 1; Episodi 4; Episodi 6 - Episodi 7)

Amb la col·laboració especial de
- Israel Elejalde - Mario García (Episodi 1; Episodi 4)
- Nuria González - Monja (Episodi 2)
- María Alfonsa Rosso - Remedios Penedés (Episodi 3; Episodi 8)
- Montserrat Alcoverro - Teresa Milán Penedés (Episodi 3)
- Fernando Coronado - Esteban (Episodi 3)
- Daniela Santiago - Ella mateixa (Episodi 5)
- Elisabet Gelabert - Doctora Gaztamide (Episodi 5)
- Cristóbal Suárez - Manu (Episodi 6)

#### Repartiment secundari
- Alberto Velasco - Miguel (Episodi 1; Episodi 4; Episodi 7 - Episodi 8)
- Maximiliano Calvo - Valentín ((Episodi 1; Episodi 4; Episodi 7)
- Francisco Carril - Lope (Episodi 1 - Episodi 2)
- Paula Cariatydes - Ainara (Episodi 1; Episodi 3; Episodi 5)

#### Repartiment episòdic
- Joaquín Tejada - Agente de policía (Episodi 1)
- Juanjo Almeida - Noah (Episodi 1; Episodi 3)
- Sofian Elben - Leo (Episodi 1; Episodi 3)
- Marta Tomasa Worner - Profesora collage (Episodi 2)
- Enrique Escudero - Vagabundo (Episodi 2)
- Carolina Rubio - La Muertitos (Episodi 3)
- Mónica Miranda - Directora (Episodi 4)
- César Maroto - Isidoro (Episodi 4)
- Néstor Arnas - Pedro (Episodi 4)
- Luis Cano - Cuarentón (Episodi 4)
- Bárbara Oteiza - Organizadora (Episodi 5)
- Ana Ramos Moreno - Chica (Episodi 5)
- Isabel Rodríguez Piña - Farmacéutica (Episodi 5)
- Miryam Diego - Emma "Sakura9" (Episodi 6)
- Bego Isbert - Doctora (Episodi 8)

### 2a temporada

#### Repartiment principal
- Ana Milán - Ana Milán
- Pilar Bergés - Rebeca María López
- Jorge Usón - Rafa
- Cristóbal Suárez - Manu
- Marcelo Coverti - Adolfo Sosa

Amb la col·laboració especial de
- Israel Elejalde - Mario García (Episodi 9/1)
- María Alfonsa Rosso - Remedios Penedés (Episodi 9/1)
- Ramiro Blas - Padre de Alfonso (Episodi 10/2)
- Daniela Santiago - Ella mateixa (Episodi 11/3)
- Rosario Pardo - María Guerrero (Episodi 15/7)

#### Repartiment episòdic
- Pablo Gómez-Pando - Melo (Episodi 9/1 - Episodi ¿?)
- Oliver Ritchie - Ayudante de rodaje (Episodi 9/1)
- Maika Jurado - Doctora (Episodi 9/1)
- Raquel Ventosa - Peluquera Ana (Episodi 9/1)
- Carmen Orellana - Cajera (Episodi 9/1)
- Rob Mcloughin - Luca Spencer (Episodi 11/3)
- Jorge Suquet - Gael Simonet (Episodi 11/3)
- Ger Sánchez - Guille (Episodi 11/3; Episodi 13/5 - Episodi ¿?)
- Lucía Caraballo - Mariángeles (Episodi 12/4)

## Episodis
| Temporada | Temporada | Episodis | Estrena               | Final                |
| --------- | --------- | -------- | --------------------- | -------------------- |
|           | 1         | 8        | 8 de novembre de 2020 | 3 de gener de 2021   |
|           | 2         | 8        | 5 de setembre de 2021 | 24 d'octubre de 2021 |
| TOTAL     | TOTAL     |          | 2020                  | present              |

### Primera temporada (2020-2021)
| Núm. total | Núm. de la temporada | Títol                             | Direcció          | Guió                                                 | Data d'emissió original | |
| ---------- | -------------------- | --------------------------------- | ----------------- | ---------------------------------------------------- | ----------------------- | --- |
| 1          | 1                    | «Cuando me mataron»               | Rómulo Aguillaume | Almudena Ocaña                                       | 8 de novembre de 2020   | Ana Milán viu feliç i enamorada del seu promès. Però quan Mario desapareix sense deixar rastre, la vida d'Ana serà durament sacsejada. Intentarà sense descans contactar amb ell per a trobar alguna explicació. Comptarà amb el suport i l'ajuda de la seva amiga, Rebeca. No obstant això, sense rebre cap resposta i després que Mario ignori els seus missatges; s'adonarà que vivia en un engany. |
| 2          | 2                    | «Cuando me hice voluntaria»       | Rómulo Aguillaume | Aurora Graciá Tortosa                                | 15 de novembre de 2020  | Rebeca, portarà Ana a un taller de collage, en una amenaça de teràpia mentre que d'altra banda Ana, es toparà amb una monja a qui ajudarà en un menjador social. Sense funcionar-li cap de les dues, recorrerà a desfer de tot el que li recordi Mario i redecorar el seu pis. |
| 3          | 3                    | «Cuando perdí a mi abuela»        | Rómulo Aguillaume | Javier Galán y Diego Pinillos                        | 29 de novembre de 2020  | Ana viatja a Alacant juntament amb Rafa per a passar amb la seva mare els últims dies d'àvia. Allí es retrobarà amb Esteban, un vell amor del passat. |
| 4          | 4                    | «Cuando perdí la libido»          | Rómulo Aguillaume | Aurora Graciá Tortosa                                | 6 de desembre de 2020   | Ana preocupada pel seu bloqueig en el sexe i en una de les escenes que té rodar, intentarà cridar al seu ginecòleg per a solucionar-lo. No obstant això, s'adona que en realitat ha estat parlant amb el seu porter que té el mateix nom. Aquest intentarà seduir-la sense cap resultat. Els seus amics, intentaran buscar-li a Ana algun flirteig en la festa organitzada per ells, quan tot s'extralimitarà.                                                                                             |
| 5          | 5                    | «Cuando perdí ese lunar»          | Rómulo Aguillaume | Aurora Graciá Tortosa, Javier Galán y Diego Pinillos | 13 de desembre de 2020  | Ana rep el “Premi dona 10 de l'any” i acudeix a la gala al costat de Rebeca. Allí percebrà com els estralls de l'edat han fet mossa en ella. Preocupada per la "caiguda" de la seva piga i pels seus pits, Ana decideix acudir a una cirurgiana plàstica. Anava decidida, quan es trobarà amb Daniela Santiago qui farà que canviï per complet els seus pensaments; rebutjant l'operació. Ana, recollirà el seu guardó amb un emotiu discurs lloant a les dones imperfectes i a la bellesa del cos femení. |
| 6          | 6                    | «Cuando llamé vaca a una fan»     | Rómulo Aguillaume | Aurora Graciá Tortosa                                | 20 de desembre de 2020  | Sense anunciar |
| 7          | 7                    | «Cuando me casé por papeles»      | Rómulo Aguillaume | Almudena Ocaña y Aurora Graciá Tortosa               | 27 de desembre de 2020  | Sense anunciar |
| 8          | 8                    | «La madre de todas las anécdotas» | Rómulo Aguillaume | Almudena Ocaña y Aurora Graciá Tortosa               | 3 de gener de 2021      | Sense anunciar |

### Segona temporada (2021-)
| Núm. total | Núm. de la temporada | Títol                                  | Direcció          | Guió                                                                                | Data d'emissió original |                |
| ---------- | -------------------- | -------------------------------------- | ----------------- | ----------------------------------------------------------------------------------- | ----------------------- | -------------- |
| 9          | 1                    | «Terententén»                          | Rómulo Aguillaume | Arantxa Cuesta Amb la col·laboració de: Ana Milán                                   | 5 de setembre de 2021   | Sense anunciar |
| 10         | 2                    | «Cuando conocí a mis suegros»          | Rómulo Aguillaume | Tatiana Rodríguez Amb la col·laboració de: Ana Milán                                | 12 de setembre de 2021  | Sense anunciar |
| 11         | 3                    | «Cuando fui chef»                      | Rómulo Aguillaume | Diego Pinillos, Ramón Tarrés y Tatiana Rodríguez Amb la col·laboració de: Ana Milán | 19 de setembre de 2021  | Sense anunciar |
| 12         | 4                    | «Cuando me divorcié de mi mejor amigo» | Rómulo Aguillaume | Ramón Tarrés Amb la col·laboració de: Ana Milán                                     | 26 de setembre de 2021  | Sense anunciar |
| 13         | 5                    | «Cuando me robaron el coche»           | Rómulo Aguillaume | José Manuel Carrasco y Tatiana Rodríguez Amb la col·laboració de: Ana Milán         | 3 d'octubre de 2021     | Sense anunciar |
| 14         | 6                    | «Cuando recuperé a mi familia»         | Rómulo Aguillaume | Ramón Tarrés y Tatiana Rodríguez Amb la col·laboració de: Ana Milán                 | 10 d'octubre de 2021    | Sense anunciar |
| 15         | 7                    | «Cuando hablé con María Guerrero»      | Rómulo Aguillaume | Ramón Tarrés Amb la col·laboració de: Ana Milán                                     | 17 d'octubre de 2021    | Sense anunciar |
| 16         | 8                    | «Cuando me confundí de novio»          | Rómulo Aguillaume | Tatiana Rodríguez y Camino López Amb la col·laboració de: Ana Milán                 | 24 d'octubre de 2021    | Sense anunciar |

## Producció
Com a conseqüència de la pandèmia de coronavirus a Espanya, l'actriu durant el confinament va obtenir un gran reeixit en les xarxes socials en contar les seves anècdotes més divertides. Algunes de les seves històries fregaven fins i tot el surrealisme, això va fer que setmana rere setmana, el nombre de seguidors fora en augment. Atresmedia Televisión es va fixar en la tirada que havia tingut Ana Milán amb aquestes historietes i va començar a preparar una sèrie basant-se en elles i que compta amb la pròpia actriu com a protagonista interpretant-se a si mateixa.
La sèrie va iniciar el seu rodatge entre finals de setembre i principis d'octubre del 2020. Unes setmanes més tard, es va anunciar mitjançant xarxes socials amb un petit teaser; que s'estrenaria diumenge que ve, 8 de novembre de 2020.
El 11 de desembre de 2020 Atresplayer Premium va anunciar que la sèrie havia estat renovada per una segona temporada, que es va estrenar el 5 de setembre de 2021 després de passar pel FesTVal el dia 1 d'aquest mes.

## Reconeixements
| Any  | Premiación  | Categoria                                     | Nominat(s) | Resultat | Ref.   |
| ---- | ----------- | --------------------------------------------- | ---------- | -------- | ------ |
| 2021 | Premis Iris | Premi Iris a la millor interpretació femenina | Ana Milán  | Nominada | [ 16 ] |